# Bogue (botanique)
Pour les articles homonymes, voir Bogue.

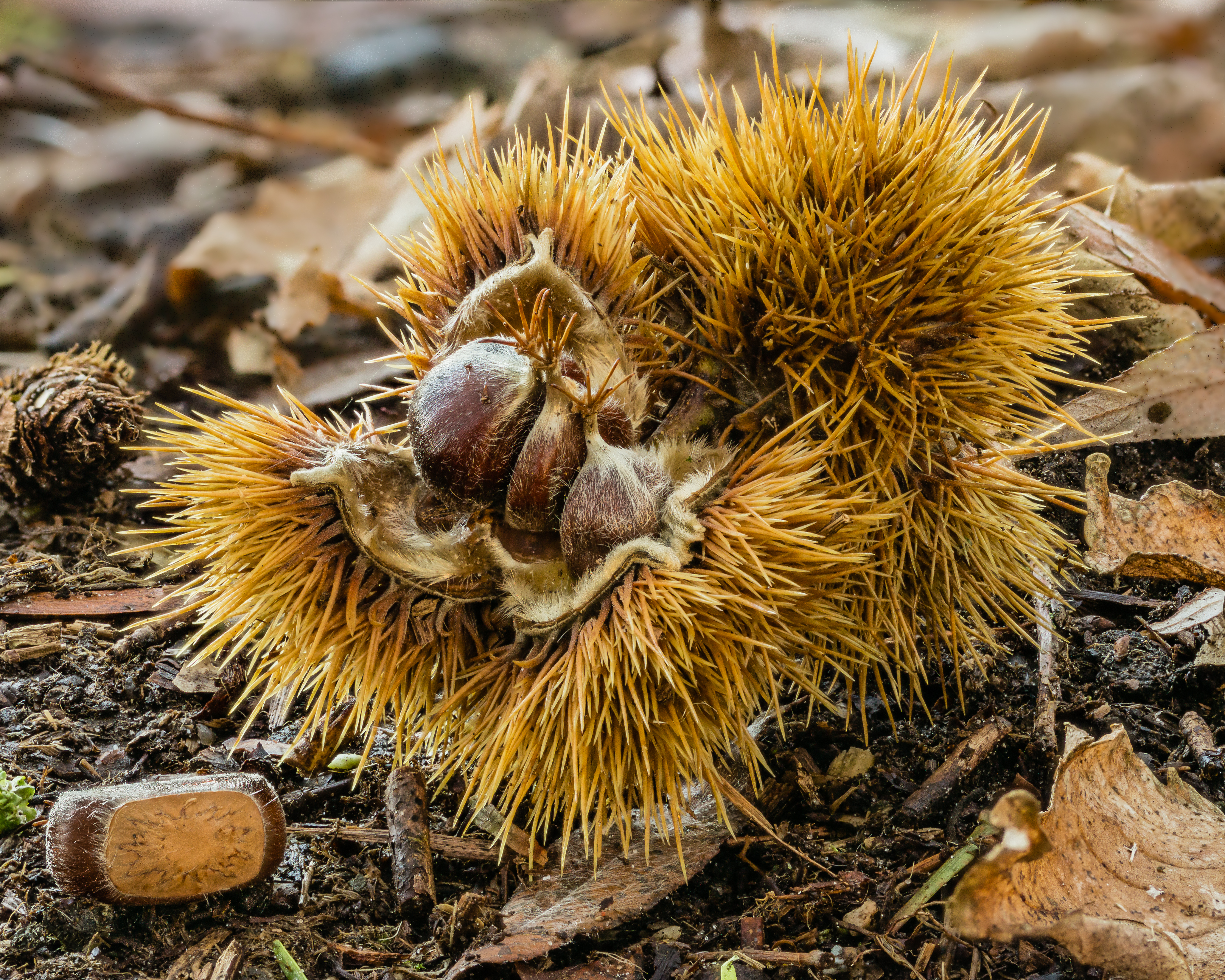
Bogue de châtaigne.

En botanique, une bogue est l'enveloppe hérissée de piquants de certains fruits dont les châtaignes et les marrons d'Inde. Il s'agit d'un involucre de bractées mimant une capsule et s'ouvrant à maturité pour le châtaignier. Pour le marronnier d'Inde il s'agit du fruit proprement dit. 

## Bogue de la châtaigne
Elle est formée de bractées épineuses et mime une capsule; cette bogue contient les fruits qui sont les châtaignes. Au moins deux espèces de champignons sont inféodées aux vieilles bogues de châtaignes : Lanzia echinophila en Eurasie et  Ciboria americana en Amérique du Nord.

## Bogue du marronnier
C'est une capsule, c'est-à-dire un fruit déhiscent qui contient les graines (les marrons).

## Dans la culture
| Blason de La Norville. | Les armes de La Norville se blasonnent : D'azur à la barre d'argent chargé de l'inscription La Norville en lettres capitales de sable, accompagnée en chef d'une bogue de châtaigne et en pointe d'un châtaignier, le tout au naturel. |

À Redon, en Bretagne, depuis 1975 la Bogue d'or est un festival organisé par le Groupement culturel breton des pays de Vilaine. Il se déroule le 4e week-end d'octobre. Créé à l'initiative de Jean-Bernard Vighetti, ce festival a pour but de valoriser le chant, la musique et le conte traditionnel de Haute-Bretagne. Son nom est lié à la châtaigne, spécialité reconnue du pays de Redon. La Bogue d'or est désormais inscrite à l'Inventaire du patrimoine culturel immatériel en France.